# Alstroemeriaceae
Alstroemeriaceae é uma família de Angiospermas neotropical distribuída desde a região central do México até o Sul da América do Sul com cerca de 160 espécies. A família é dividida em três gêneros: Alstroemeria L., Bomarea Mirb. e Leontochir Phil. No Brasil estão representados os gêneros Alstroemeria L. e Bomarea Mirb. O gênero Alstroemeria é caracterizado  principalmente por plantas herbáceas, eretas de folhas ressupinadas, inflorescências em cimeira umbeliforme e de flores zigomorfas, com padrões de manchas nas tépalas. Ocorrem em quase todos os tipos de habitats: florestas, cerrados, campos de altitude, brejos, afloramentos rochosos e caatingas, tendo cerca de 39 espécies de distribuição peri-amazônica concentrada basicamente na porção leste do país.

## Morfologia
A família Astroemeriaceae são ervas perenes, eretas, suberetas ou escandentes, com rizoma horizontal; raízes fasciculadas simples, normalmente com tuberosidades fusiformes ou ovóides. Os ramos podendo ser aéreos volúveis, eretos ou suberetos, folhosos, ramos vegetativos e reprodutivos frequentemente diferentes entre si. As folhas podem ser alternas, Glabro, às vezes papilosas na face abaxial, lâminas linear-lanceoladas, elípticas ou espatuladas, geralmente com ovário trilocular e ínfero,   apresentando Ressupinação.
Nas Astroemeriaceae a inflorescência pode ser: terminal, ou por inflorescências parciais (drepânios). Apresentando flores  bissexuadas, 3-meras, com até 7 cm, epíginas, possuindo simetria Zigomorfa ou Actinomorfa. As tépalas são livres, eretas ou reflexas, com diferentes padrões de máculas; 6 estames, filetes cilíndricos, anteras alongadas com deiscência longitudinal; ovário 3-locular, óvulos numerosos, estilete simples, filiforme, ou trífido, com deiscência valvar; sarcotesta castanha, vermelha a alaranjada, ou ausente.

## Relações Filogenéticas

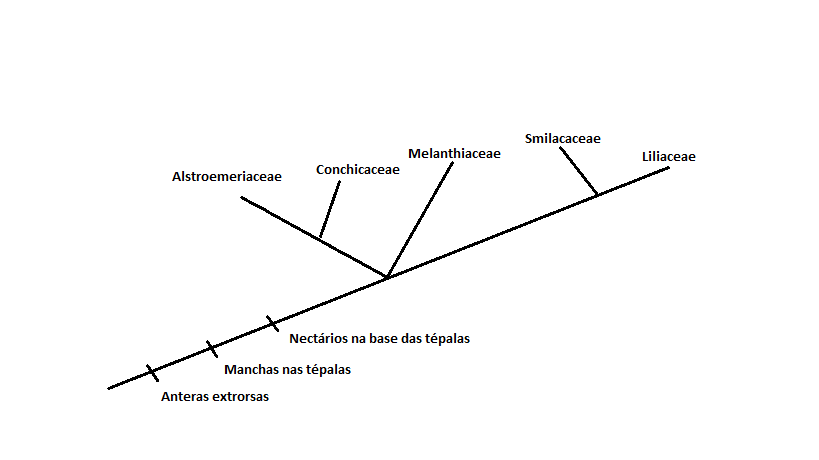
Cladograma mostrando as relações hipotéticas dentro de Liliales

As plantas Alstroemeriaceae está dentro de uma monofilia de Liliales, sendo sustentada por análises cladísticas baseadas em morfologia e sequências de DNA, contendo 11 famílias e cerca de 1.300 espécies. As Sinapomorfias que sustentam esse grupo incluem nectários principalmente na base das tépalas ou filetes, nectários septais quase sempre ausentes, anteras extrorsas e a presença de manchas na superfície das tépalas. A testa das sementes carece de Fitomelanina e a região mais interna apresenta estrutura celular, ambas Plesiomorfias. Esse grupo inclui algumas  espécies como, as Alstroemeriaceae, descritas como as Monocotiledónea petalóides.

## Diversidade Taxonômica e Lista de Espécies
Alstroemeriaceae é uma família constituída por três gêneros: Alstroemeria L., Bomarea Mirb. e Leontochir Phil (sendo esta reconhecida dentro de Amaryllidaceae).
1. Alstroemeria L. : compreende espécies restritas à América Latina, onde ocorrem em matas, cerrados, campos, afloramentos rochosos e áreas brejosas. No Brasil, ocorrem cerca de 38 espécies, sendo que no Estado de São Paulo foram encontradas, até o momento, 9 espécies.[6] - Alstroemeria apertiflora - Alstroemeria caryophyllaee - Alstroemeria cunha - Alstroemeria foliosa - Alstroemeria fuscovinosa - Alstroemeria inodora - Alstroemeria isabelleana - Alstroemeria plantaginea

- Alstroemeria speciosa
2. Bomarea Mirb: inclui aproximadamente 100 espécies distribuídas pelos neotrópicos, mas no Brasil ocorre somente Bomarea edulis, que pode ser encontrada
amplamente distribuída pelas matas.
- Bomarea edullis
3. Amaryllidaceae:  Família com aproximadamente 72 gêneros e 1.450 espécies nativas do norte da África, América do Norte, Ásia e Europa, incluindo plantas como o alho,
a cebola, o alho-poró, a cebolinha, etc. Diversas espécies são utilizadas na medicina, pela utilização de seus compostos químicos (Alcaloides) e algumas são utilizadas
como ornamentação

## Domínios e Estados de Ocorrência no Brasil
Alstroemeriaceae está distribuída desde a região central do México até o sul da América do Sul, sendo encontrada no Brasil, desde a Amazônia até o Rio Grande  do Sul, nas matas semidecíduas, Caatinga, Cerrado, campos brejosos e afloramentos rochosos. A maioria das espécies floresce nos meses de novembro a março e frutifica de fevereiro a abril. Mesmo com a ampla distribuição e alto potencial ornamental, as espécies brasileiras são  pouco conhecidas e, até agora pouco exploradas, apesar do  grande interesse por parte dos floricultores